# Braće Jerković
Braće Jerković ou, familièrement, Jerković (en serbe cyrillique : Браће Јерковић ou Јерковић) est un quartier de Belgrade, la capitale de la Serbie. Il est situé dans la municipalité urbaine de Voždovac. Au recensement de 2002, avec le quartier de Mitrovo brdo, il comptait 24 010 habitants.

## Emplacement
Braće Jerković est situé dans les vallées des anciens ruisseaux du Kumodraški potok et du Mokroluški potok. Le quartier est entouré par ceux de Marinkova bara au nord, Dušanovac au nord-ouest, Voždovac à l'ouest, Medaković II au nord-est, Padina à l'est ; la partie sud se prolonge dans le quartier de Braće Jerković II. Il est délimité par les rues Braće Jerković à l'ouest et au sud et Ignjata Joba à l'est.

## Caractéristiques
Le quartier doit son nom aux frères Jerković, Dušan Jerković (1914–1941), un professeur héros national de la Yougoslavie et Nebojša Jerković.
Bien qu'il s'étende le long de la zone industrielle de Voždovac, avec la rue Kumodraška, le quartier lui-même est entièrement résidentiel. Il a été construit dans les années 1960.
Il abrite le Centralno groblje, le « cimetière central », l'un des deux principaux cimetières de la capitale serbe (l'autre étant le Novo groblje, le « nouveau cimetière », dans la municipalité de Zvezdara). Une église dédié à Saint Jean Baptiste se trouve à l'intérieur du complexe.

## Veljko Vlahović
Braće Jerković II ou Veljko Vlahović (en cyrillique : Вељко Влаховић) est une extension méridionale récente du quartier de Braće Jerković. Il occupe le secteur situé entre les rues Braće Jerković, Pive Karamatijevića et Dragice Končar. Au recensement de 2002, il comptait 12 557 habitants.
Bien que le quartier ait été construit dans les années 1970, son nom d'origine n'a pas survécu, sauf dans les usages officiels. Il a été ainsi nommé en l'honneur du politicien communiste Veljko Vlahović (1914–1975). Au début des années 2000, il a reçu le nom officiel de Mitrovo brdo.

## Braće Jerković III
Braće Jerković III est une extension orientale du quartier de Braće Jerković. Le secteur est entièrement résidentiel. Le quartier est situé entre les rues Dragice Končar au sud, Ignjata Joba au nord et Svetozara Radojčića à l'est ; le cimetière central se trouve au nord-ouest. La rue principale de Braće Jerković III est la rue Indire Gandi.

## Transports
Le quartier est desservi par plusieurs lignes de bus de la société GSP Beograd, soit les lignes 18 (Medaković III - Zemun Bačka), 25 (Karaburma II – Kumodraž II), 26 (Dorćol - Braće Jerković) et 50 (Ustanička – Banovo brdo). On peut aussi y emprunter les lignes de minibus E3 (Medaković III - Blok 61), E5 (Banovo brdo - Cvetkova pijaca) et E8 (Braće Jerković - Dorćol Dunavska) ainsi que la ligne ADA3 (Konjarnik - Ada Ciganlija).